# PGNiG Gazoprojekt
PGNiG GAZOPROJEKT S.A. (wcześniej BSiPG GAZOPROJEKT S.A.) – polskie przedsiębiorstwo świadczące usługi w zakresie kompleksowych projektów inżynieryjnych oraz prac studialnych dla sektora gazowniczego oraz paliwowo-energetycznego.

## Historia
Przedsiębiorstwo istnieje na rynku nieprzerwanie od 1951 roku i działa na rynku jako jedna ze spółek Grupy Kapitałowej Polskiego Górnictwa Naftowego i Gazownictwa (PGNiG SA). Powstała w ramach Centralnego Zarządu Gazownictwa, a w roku 1982 została włączona do struktur Zjednoczonego Przemysłu Gazowniczego. W 1995 roku Biuro przekształciło swoją formę prawną i działa na rynku jako spółka akcyjna, w której obecnie ponad 90% akcji należy do Polskiego Górnictwa Naftowego i Gazownictwa (PGNiG SA), natomiast pozostałe akcje znajdują się w rękach prywatnych akcjonariuszy.

## Działalność spółki
Spółka dostarcza kompleksowe usługi projektowe w pełnym cyklu życia inwestycji, od koncepcji i studium wykonalności poprzez projekty budowlane z kompletem decyzji i uzgodnień, po projekty wykonawcze i wsparcie dla inwestorów i wykonawców robót budowlanych na etapie realizacji. PGNiG GAZOPROJEKT S.A. zaprojektowała blisko 80% inwestycji tworzących polski system gazowniczy. Oznacza to projekty dla ponad 20 tys. km sieci gazowych przesyłowych i 60 tys. km sieci gazowych dystrybucyjnych, kilkunastu tłoczni gazu i ośmiu magazynów gazu w fazie ich budowy, rozbudowy czy modernizacji.
Ponadto od kilku lat Spółka wykonuje projekty dla inwestycji magazynowania i transportu paliw płynnych. Firma zatrudnia ponad 180 osób z czego blisko 80% to kadra inżynierska zatrudniona przy wykonywaniu prac projektowych, w tym uprawnieni projektanci w większości istniejących w polskim prawie specjalności. Do największych, strategicznych dla bezpieczeństwa energetycznego państwa inwestycji zaprojektowanych przez PGNiG GAZOPROJEKT S.A. należą projekty wykonane dla EuRoPol GAZ S.A. System Gazociągów Tranzytowych Jamał – Europa Zachodnia, Podziemne Magazyny Gazu m.in. Kosakowo, Mogilno, Wierzchowice, tłocznie i węzły gazu, terminal naftowy w Gdańsku i bazy paliw PERN S.A., dalekosiężne rurociągi przesyłowe gazu i paliw płynnych. Obecnie PGNiG GAZOPROJEKT S.A. jest zaangażowana w projektowanie kluczowych elementów infrastruktury Baltic Pipe.

## Nagrody i wyróżnienia
Spółka wdrożyła Zintegrowany System Zarządzania Jakością, Środowiskiem oraz BHP według standardów określonych w normach PN-EN ISO 9000, PN-EN ISO 14000 i PN-N-18001. GAZOPROJEKT był również wyróżniany przez niezależne organizacje za wysoką jakość świadczonych usług. W latach 1999 i 2001 firma zdobyła Polską Nagrodę Jakości, w roku 2001 Złoty Medal im. Kazimierza Wielkiego, a w 2005 roku odznaczenie przyznawane przez Izbę Projektowania Budowlanego (IPB) – Najlepsza Firma Projektowa. Wiarygodność gospodarczą potwierdzają dwa programy certyfikujące: Biała Lista (w którym firma uczestniczy od 2006 roku) oraz Dolnośląski Certyfikat Gospodarczy (od 2007 roku). Ponadto w roku 2002 i 2009 firma zdobyła godło Inwestor w Kapitał Ludzki, za wkład w rozwój i kształcenie swoich kadr.